# إكس واي أل أو
إكس واي أل أو (XYLO) هو ثنائي أمريكي مختص في الموسيقى الإلكترونية (electronic music) ويتضمن كلا من المؤدية الصوتية وكاتبة أغاني «بيج دادي» (بالإنجليزية: Paige duddy) وكاتب أغاني والموسيقي «شيس دادي» (بالإنجليزية: chase duddy) .يعود ولع الثنائي بالموسيقى إلي تأثرهم بجدهم الذي كان عازفا علي ألة الساكسوفون.كانت بداياتهم مسيرتهم الموسيقية مع أغنية «أمريكا» التي صدرت في فبراير 2015 (بالإنجليزية: America) وإحتلت مركزا متقدما ضمن ترتيب أحسن عشرة أغاني في تصنيف الدعائي (بالإنجليزية: hype machine chart) وحققت أكثر من 250,000 مشاهدة علي موقع اليوتيوب في أسبوع واحد.يعرف الثنائي كذالك في اشتراكهم قي أغنية «إيقاد النيران» (بالإنجليزية: setting fires) التي تم إطلاقها في سنة 2016 رففة ثنائي الدي جي ذا شينسموكرز وحققت الأغنية في المغلب نقدا إيجابيا من النقاد إلي جانب دخولها لترتيب أحسن مائة أغنية في أكثر من عشرة بلدان، منها ترتيب الولايات المتحدة الأمريكية بيلبورد هوت 100 وجائت في المركز 13 في الترتيب.

## الأغاني

### كمغني رئيسي
| العنوان                                   | السنة | الألبوم          |
| ----------------------------------------- | ----- | ---------------- |
| "America"                                 | 2015  | America EP       |
| "Between the Devil and the Deep Blue Sea" | 2015  | America EP       |
| "Afterlife"                               | 2015  | America EP       |
| "L.A. Love Song"                          | 2015  | America EP       |
| "Fool's Paradise"                         | 2016  | Non-album single |
| "Gossip"                                  | 2016  | Non-album single |
| "Dead End Love"                           | 2016  | Non-album single |
| "Get Closer"                              | 2016  | Non-album single |
| "I Still Wait for You"                    | 2017  | Non-album single |
| "Alive"                                   | 2017  | Non-album single |
| "What We´re Looking For"                  | 2017  | Non-album single |

### كمشارك في الأغاني
| العنوان                                       | السنة | الترتيب | الترتيب | الترتيب  | الترتيب | الترتيب | الترتيب                    | الترتيب | الترتيب | الترتيب | الترتيب | Certifications | الألبوم    |
| العنوان                                       | السنة | US      | AUS     | BEL (FL) | CAN     | DEN     | الرسوم البيانية الهولندية ‏ | NOR     | NZ      | SWE     | UK      | Certifications | الألبوم    |
| --------------------------------------------- | ----- | ------- | ------- | -------- | ------- | ------- | -------------------------- | ------- | ------- | ------- | ------- | -------------- | ---------- |
| "Setting Fires" (ذا شينسموكرز featuring XYLØ) | 2016  | 71      | 50      | 10       | 35      | —       | 84                         | —       | —       | 92      | 55      |                | Collage EP |

1. ↑  "Setting Fires" did not enter the NZ Top 40 Singles Chart, but peaked at number 2 on the NZ Heatseekers Singles Chart.[12]

## وصلات خارجية
- إكس واي أل أو على موقع ميوزك برينز (الإنجليزية)
- إكس واي أل أو على موقع أول ميوزيك (الإنجليزية)
- إكس واي أل أو على موقع ديسكوغز (الإنجليزية)